# Tradescantia ohiensis
Tradescantia ohiensis is in de Verenigde Staten waarschijnlijk de meest verspreide Tradescantia-soort. Ze hybridiseert gemakkelijk met andere Tradescantia-soorten.
In het Engels staat ze bekend als Ohio Spiderwort en als Bluejacket.
Het betreft kruidachtige planten met een hoogte die varieert van 15 tot 115 cm, waarmee ze hoger wordt dan de erop lijkende Tradescantia virginiana Evenals bij T. viginiana staan de grasachtige bladeren spiraalvormig rond de stengel gerangschikt. Ze zijn hier echter duidelijk afstaand van de stengel, en breder, tot 4,5 in plaats van 2,5 cm.
De bloemen groeien ook hier in eindstandige groepjes. De kroonbladen zijn in tegenstelling tot T. viginiana niet opgeblazen. Beiden hebben drie kroonbladen en zes meeldraden met gele helmknoppen. De bloeitijd loopt van februari tot september.
... · 
T. fluminensis · 
T. ohiensis · 
T. spathacea · 
T. virginiana (Eendagsbloem) · 
T. zebrina · 
...